# ريان هانكوك
ريان هانكوك (بالإنجليزية: Ryan Hancock)‏ هو لاعب كرة قاعدة أمريكي، ولد في 11 نوفمبر 1971 في سانتا كلارا في الولايات المتحدة.

## وصلات خارجية
- ريان هانكوك على موقعبيزبول رفرنس.كوم (الدوري الرئيسي) (الإنجليزية)
- ريان هانكوك على موقع إي إس بي إن.كوم (أم.أل.بي) (الإنجليزية)
- ريان هانكوك على موقع مشجعي الرسوم البيانية (الإنجليزية)